# هولوکاست (قربانی)

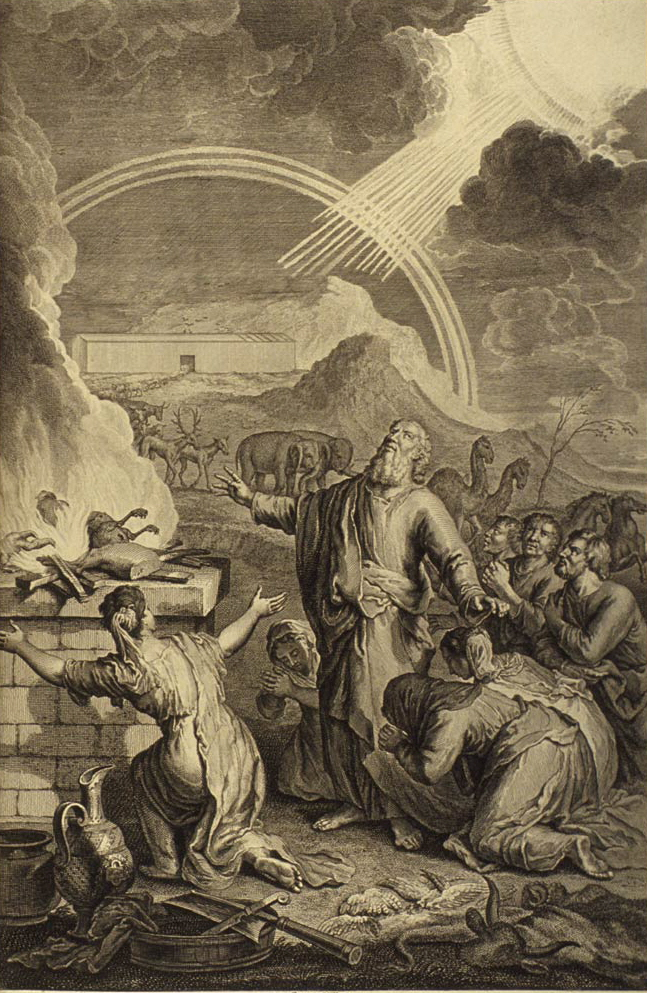
نوح هدایای سوزاندن بر روی مذبح برای خداوند (جرارد هوت، ۱۷۲۸).

هولوکاست (انگلیسی: Holocaust) آیین مذهبی قربانی کردن حیوان است که در آن قربانی به‌طور کامل توسط آتش سوزانده می‌شود. این کلمه از یونانی باستان holokaustos گرفته شده‌است که فقط برای یکی از اشکال اصلی قربانی استفاده می‌شود که به عنوان قربانی سوختنی نیز شناخته می‌شود.